# Britische Streitkräfte in Deutschland

Abzeichen der British Army Germany (BAG)

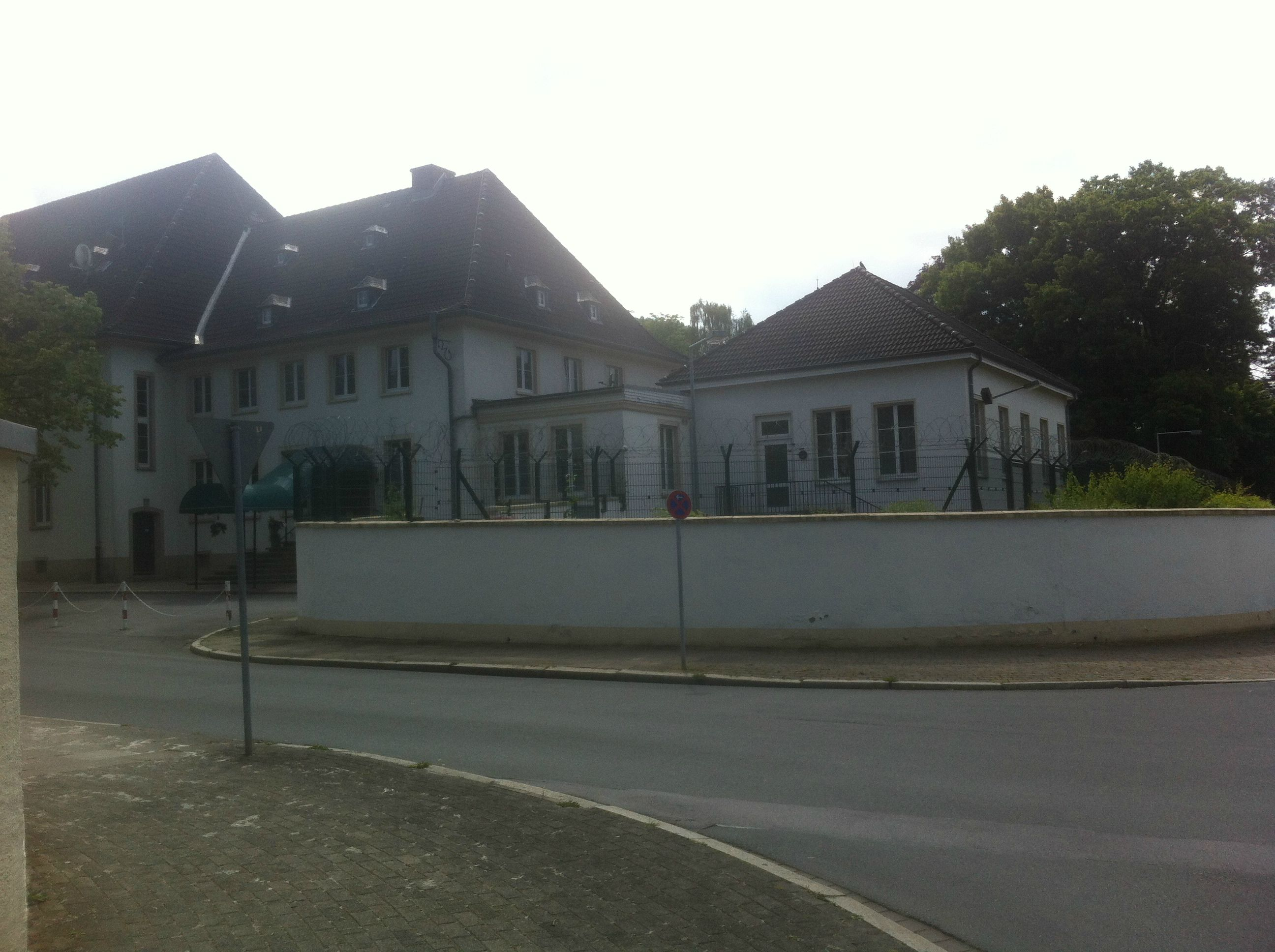
Herford: Kaserne
Offizier-Kasino, Liststraße

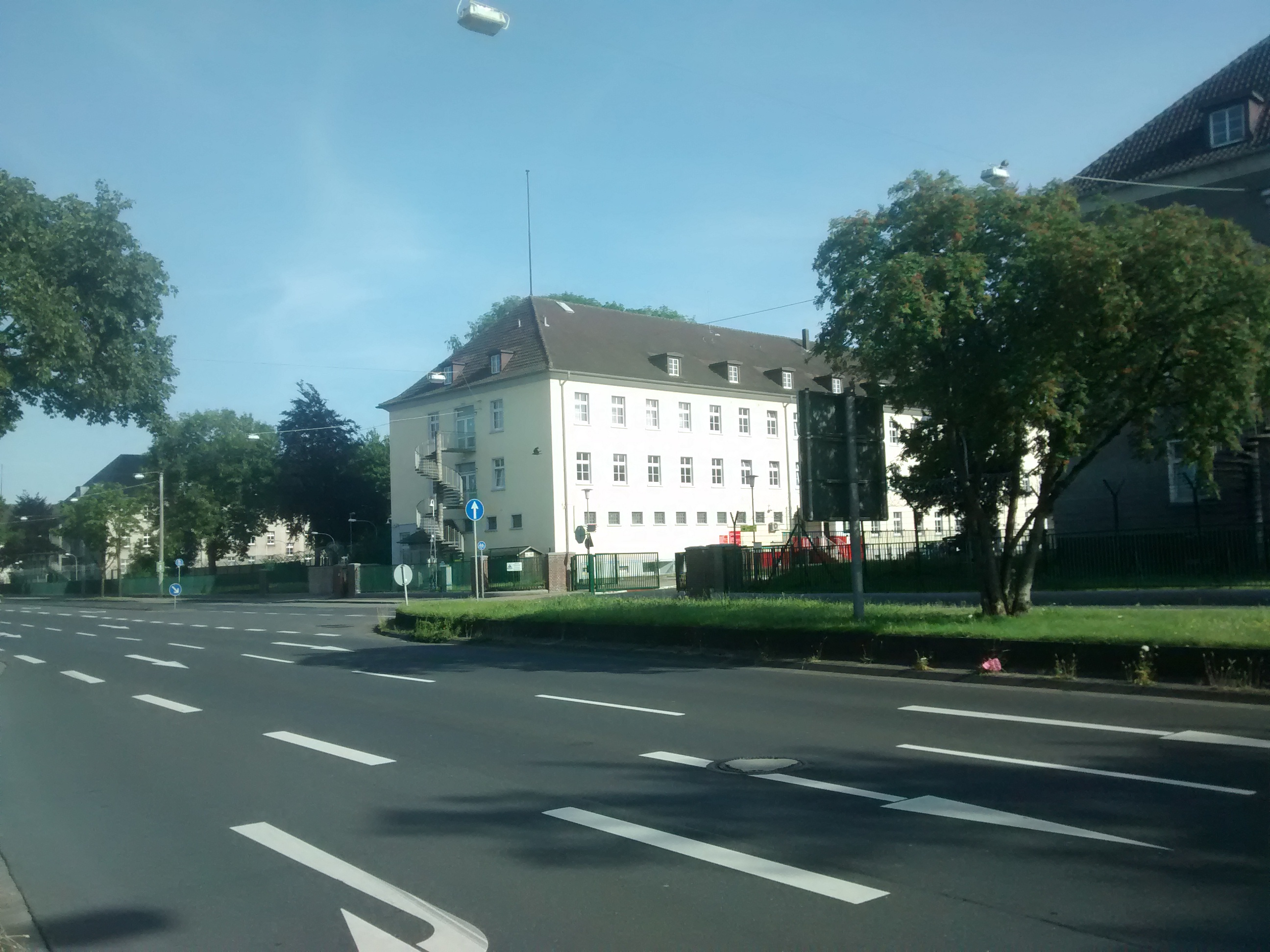
Bielefeld: ehemalige Catterick Barracks

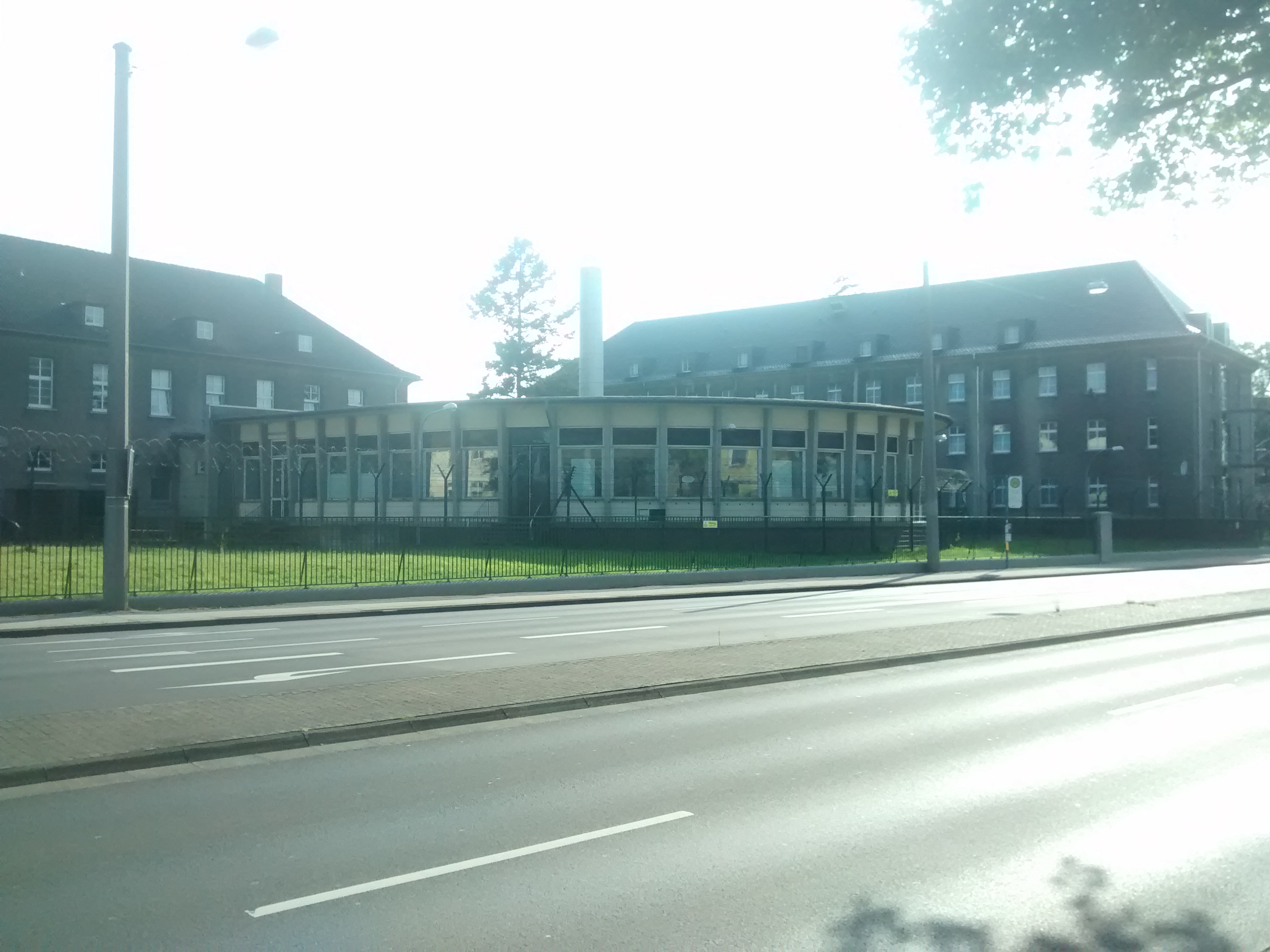
Bielefeld: HQ

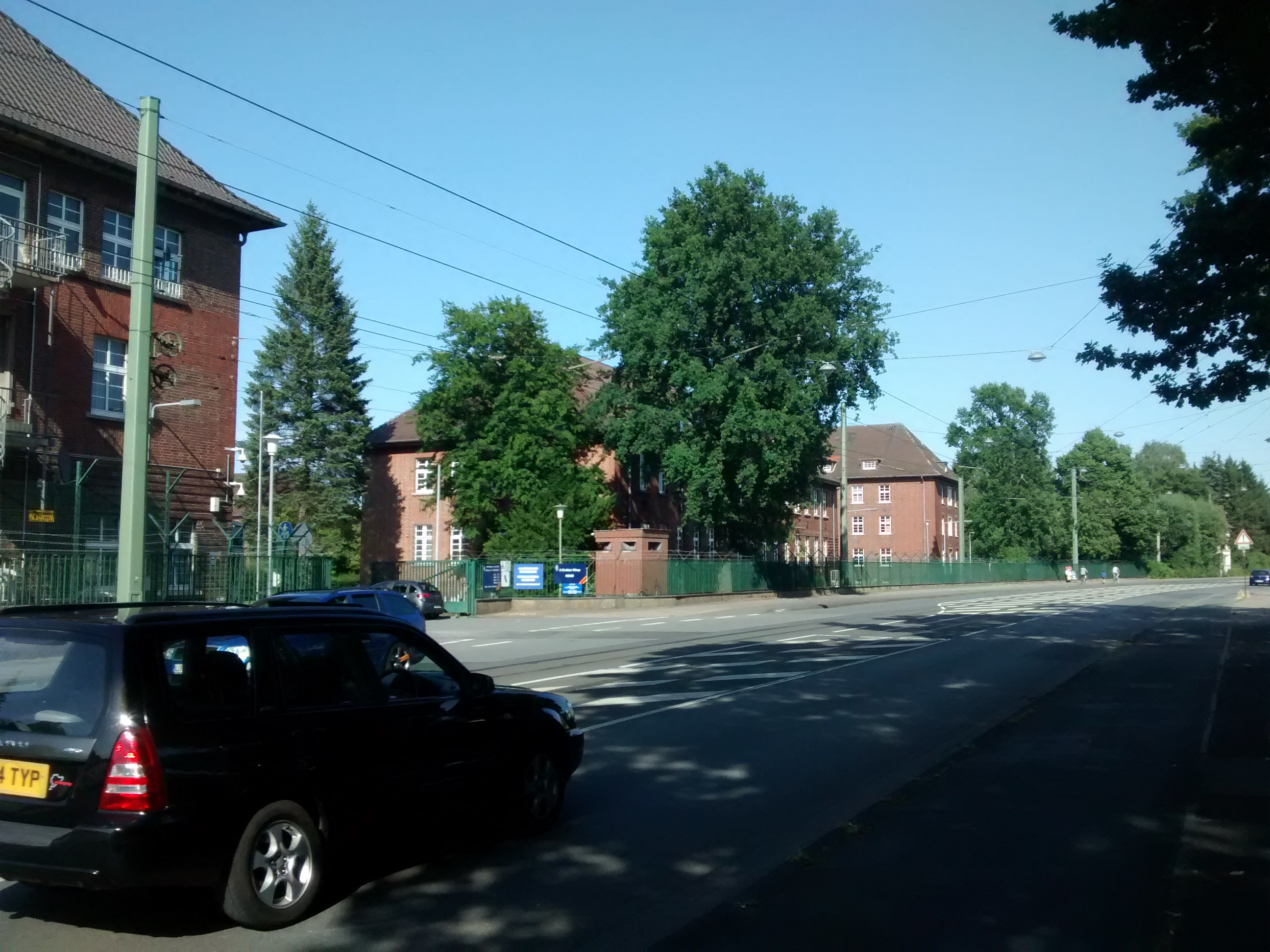
Bielefeld Nebenkaserne

British Army Germany ist seit 2019 die Bezeichnung der verbliebenen wenigen Einheiten britischen Truppen, die noch in Deutschland stationiert sind. Zuvor, in der Zeit von 1994 bis 2019 war die Bezeichnung Britische Streitkräfte in Deutschland  (englisch British Forces Germany, kurz BFG). Die British Forces Germany ihrerseits entstanden nach einer deutlichen Truppenreduzierung der Britischen Rheinarmee (englisch: British Army of the Rhine, kurz BAOR) und der RAF Germany nach dem Ende des Kalten Krieges. Rechtliche Grundlage für die britische Militärpräsenz in Deutschland ist der Aufenthaltsvertrag und das Zusatzabkommen zum NATO-Truppenstatut. Sie sind eine Truppe, die ausländischen Militärbasen in Deutschland unterhält.
Unter der konservativen Regierung von David Cameron sollten die Kampftruppen bis 2019 komplett aus Deutschland abgezogen werden. Jedoch kam es zunächst – nicht zuletzt angesichts der aggressiven Politik Russlands – nicht zu einer vollständigen Beendigung der britischen Militärpräsenz auf dem europäischen Kontinent. Nachdem Ende Juni 2019 die letzte Einheit der Royal Air Force auf deutschem Boden, der Rechtsberatungsdienst für britische Soldaten (auch der British Army), aufgelöst wurde, werden die in Deutschland verbliebenen britischen Truppen seit September 2019 als British Army Germany bezeichnet. Im Februar 2020 wurden der letzte britische Stützpunkt aufgegeben und damit die noch übrigen britischen Kampftruppen vollständig aus Deutschland abgezogen. Lediglich 185 Militärangehörige sowie 60 Zivilbeamte – mit Verlegung zum Truppenübungsplatz Senne hauptsächlich zu Ausbildungszwecken abgestellt – verblieben weiterhin auf deutschem Boden.

## Geschichte

### Die britische Militärpräsenz in West-Deutschland während des Kalten Krieges
Als Besatzungsmacht ging Großbritannien eigene Wege. Während die anderen drei Besatzungsmächte peinlich darauf bedacht waren, keine fremden Truppen in ihren jeweiligen Zonen zu stationieren, zählten die Briten von Anfang an auf die Unterstützung ihrer Verbündeten. Insbesondere Kanada und Belgien, später auch Norwegen, Dänemark sowie die Niederlande stellten teilweise erhebliche Truppenkontingente und übernahmen – im Falle Belgiens – den südlichen Rand der Britischen Zone in eigener Verantwortung. Die belgischen Streitkräfte in Deutschland waren bis 2002 hier stationiert. Die Engländer taten dies aus ihrer finanziellen und militärischen Zwangslage, denn die vom Krieg erschöpfte Insel musste nicht nur ihr Engagement im besiegten Deutschland stemmen, sondern führte „East of Suez“ mehrere Kolonialkriege im zerfallenden Empire, insbesondere in Malaya.
Feldmarschall Bernard Montgomery als Oberbefehlshaber der 21st Army Group und British Army of the Rhine (BAOR) zog es vor, sein Hauptquartier und die Militärregierung nicht in einer der zerstörten Großstädte, sondern in den Badeorten und Kleinstädten in Ostwestfalen-Lippe einzurichten. Der Oberbefehlshaber residierte von 1945 bis 1958 in einer Villa in Bad Oeynhausen, Lübbecke wurde Sitz der Militärregierung, Teile der Stäbe saßen in Bünde und Bad Salzuflen; die Luftstreitkräfte, 2 Tactical Air Force (2TAF), später British Air Forces of Occupation (BAFO), schließlich Royal Air Force Germany (RAFG), schlugen ihr Hauptquartier in Bad Eilsen und Bückeburg auf. Ab 1953 wurde westlich des Rheins bei Mönchengladbach das neue Joint Headquarters (JHQ) Rheindahlen erbaut und bezogen. Die britischen Großverbände bildeten auch die Keimzellen der NATO-Strukturen: BAOR bildete zusammen mit belgischen, niederländischen, kanadischen und ab 1957 auch deutschen Verbänden die Northern Army Group (NORTHAG), bei den Luftstreitkräften wurde aus 2TAF die Second Allied Tactical Air Force (2ATAF), beide mit dem britischen JHQ in Rheindahlen koloziert.
Bei Ausbruch des Kalten Krieges stellte sich die militärische Sicherheitslage in Nord- und Süddeutschland gegensätzlich dar. Den Amerikanern war ihr Stationierungsraum in Deutschland zu eng geworden und sie gewannen ab 1951 faktisch die Hälfte der Französischen Zone dazu, während das britische Kontingent zusehends schrumpfte und weite Teile der Zone befreundeten Mächten übertragen wurden oder ohne militärischen Schutz verblieben. Während der Berliner Blockade 1948/49 standen zunächst keine Besatzungstruppen mehr in Schleswig-Holstein, weil die britischen Garnisonen zwischen Elbe und dänischer Grenze für die bevorstehende Übergabe an die norwegische Tyskland-Brigade geräumt worden waren. Um das Vakuum zu füllen, bezog 1948 eine Fallschirmjäger-Brigade in Neumünster Garnison, wurde allerdings nach der relativen Entspannung mit dem Ende der Blockade nach Hannover verlegt.
Mit der Aufstellung der Bundeswehr Mitte der fünfziger Jahre ergab sich für die britische Rheinarmee eine spürbare Entlastung. Zahlreiche Garnisonen wie Neumünster, Hamburg, Buxtehude, Lüneburg, Hannover, Braunschweig, Goslar, Göttingen und Oldenburg wurden von deutschen Einsatzverbänden übernommen. Die Briten konzentrierten die Kräfte ihres I (BR) Corps mit Stab in Bielefeld in ihrem NATO-Gefechtsstreifen in der Lüneburger Heide mit der Panzerspitze in Wolfenbüttel. Wichtige Garnisonen blieben Soltau, Herford, Paderborn mit dem Truppenübungsplatz Senne, Osnabrück und Münster. Nördlich angelehnt stand das I. (GE) Korps, südlich das I (BE) Corps. Die Luftstreitkräfte überließen sämtliche Fliegerhorste der deutschen Luftwaffe und bezogen ihre neu errichteten vier „clutch airfields“ an der holländischen Grenze, dazu noch RAF Gütersloh.
Die logistische Versorgung übernahm Rhine Area Command in Düsseldorf. Der Nachschub erfolgte über den Nordseehafen Antwerpen und das Logistikzentrum im belgischen Emblem in den Raum Krefeld – Düsseldorf. Bis 1960 fand der regelmäßige Personalaustausch aus Großbritannien per Schiff und Eisenbahn über Harwich und Hoek van Holland statt, seitdem wird der Luftweg genutzt.

### Territorialorganisation zur Zeit des Kalten Kriegs
Für die territorialen Belange und die Beziehungen zu deutschen Behörden bestand die Joint Services Liaison Organisation (JSLO) mit dem Sitz in Bonn, Villa Spiritus, Kaiser-Friedrich-Straße und einem Generalmajor an der Spitze. Das JSLO Düsseldorf war für Nordrhein-Westfalen, das JSLO Hannover für Niedersachsen, Hamburg und Schleswig-Holstein zuständig. Gliederung 1964:
- JSLO Düsseldorf
  - SLO Bielefeld (Kreise Bielefeld, Halle i. W., Lemgo, Detmold)
  - SLO Düsseldorf (Kreise Düsseldorf-Mettmann, Essen, Solingen, Rhein-Wupper-Kreis, Städte Wuppertal, Remscheid, Regierungsbezirk Köln)
  - SLO Iserlohn/Dortmund (Kreise Iserlohn, Hagen, Ennepe-Ruhr-Kreis, Lüdenscheid, Altena, Olpe, Unna, Dortmund, Bochum, Städte Dortmund, Witten, Wanne-Eickel, Wattenscheid, Herne, Castrop-Rauxel, Lünen)
  - SLO Krefeld (Kreise Krefeld, Kempen-Krefeld, Duisburg, Mülheim/Ruhr, Dinslaken, Moers, Geldern, Kleve, Rees, Borken, Recklinghausen, Gelsenkirchen, Städte Gelsenkirchen, Oberhausen, Bocholt, Gladbeck, Bottrop)
  - SLO Minden (Kreise Minden, Lübbecke, Herford)
  - SLO Mönchengladbach (Kreise Mönchengladbach, Viersen, Neuss, Grevenbroich; Städte Mönchengladbach, Rheydt; Regierungsbezirk Aachen)
  - SLO Münster (Kreise Münster i. W., Tecklenburg, Steinfurt, Ahaus, Coesfeld, Lüdinghausen, Warendorf, Beckum)
  - SLO Paderborn (Kreise Paderborn, Höxter, Warburg, Büren, Lippstadt, Brilon)
  - SLO Soest (Kreise Soest, Hamm, Arnsberg, Meschede, Wittgenstein, Siegen)
- JSLO Hannover
  - SLO Hameln (Kreise Hameln-Pyrmont, Springe, Grafschaft Schaumburg, Schaumburg-Lippe, Holzminden, Alfeld, Gandersheim, Einbeck, Northeim, Göttingen, Hann. Münden, Duderstadt, Osterode, Zellerfeld, Blankenburg)
  - SLO Hannover/Celle (Kreise Hannover, Neustadt am Rübenberge, Burgdorf, Celle, Gifhorn, Hildesheim-Marienburg, Peine, Braunschweig, Helmstedt, Wolfenbüttel, Salzgitter, Goslar)
  - SLO Kiel (Land Schleswig-Holstein, Land Hamburg)
  - SLO Osnabrück (Regierungsbezirk Osnabrück, Regierungsbezirk Oldenburg)
  - SLO Soltau (Kreise Soltau, Fallingbostel, Harburg, Lüneburg, Uelzen, Dannenberg)
  - SLO Verden (Regierungsbezirk Stade, Kreise Grafschaft Hoya, Grafschaft Diepholz, Nienburg)

### Reduzierte Präsenz im wiedervereinigten Deutschland
Die britische Militärpräsenz in den Standorten Rheindahlen, Herford, Lübbecke, Münster, Paderborn, Fallingbostel, Hameln, Verden/Aller dauerte nach dem Ende des Kalten Krieges zunächst noch an, wenn auch in verringertem Maße. Der Hauptgrund für die fortdauernde Stationierung war die schlichte Tatsache, dass für die Truppen auf der Insel keine Kasernen vorhanden sind. Die deutschen Garnisonen waren in den 1990er und 2000er Jahren die Heimatstandorte der britischen Truppen in den Einsatzgebieten Balkan, Irak und Afghanistan.
Die britischen Streitkräfte in Deutschland, so die Bezeichnung seit 1994, waren bis zum Beginn der Rückführung der Truppen ins Vereinigte Königreich in zwei Hauptkommandobereiche aufgeteilt, die jeweils von einem Generalmajor befehligt wurden:
- Das britische Unterstützungskommando United Kingdom Support Command (Germany) (UKSC(G)), das sich in Bielefeld (bis 2013 Mönchengladbach) befand, war für Verwaltungsaufgaben und die logistische Unterstützung der britischen Einheiten in Deutschland und auf dem europäischen Festland zuständig. In Mönchengladbach befand sich bis 2010 auch das Hauptquartier des Schnellen Eingreifkorps der NATO (Allied Command Europe Rapid Reaction Corps (HQ ARRC)).
- Die bis 2015 in Herford stationierte 1st (UK) Armoured Division (1. britische Panzerdivision) befehligte die britischen Einsatztruppen in Deutschland.
- Hinzu kamen bis 2001 noch die Reste der vormaligen RAF Germany, die dem RAF Strike Command unterstellt waren.

Die BFG waren bis zum Beginn der 2010 beschlossenen letzten Phase der fast vollständigen Rückführung der Truppen ins Vereinigte Königreich in vier Garnisonen aufgeteilt:
- Gütersloh mit den Standorten Bielefeld, Gütersloh, Herford und Lübbecke
- Hohne, mit den Standorten Bergen-Hohne und Bad Fallingbostel
- Paderborn mit den Standorten Paderborn und Sennelager
- Rhein mit den Standorten Mönchengladbach, Dülmen, Elmpt, Haltern und Wulfen

Im Verlauf der fast kompletten Rückführung (siehe nächster Abschnitt) wurde diese Gliederung mehrmals dem reduzierten Umfang der Truppe angepasst.

### Rückführung der Truppe ins Mutterland
2006 lebten noch etwa 23.000 Soldaten, 2.000 Zivilangestellte und 30.000 Familienmitglieder in Deutschland.
Die Anzahl der Soldaten sollte nach früheren Planungen bis 2014 auf etwa 16.000 und bis 2019 auf 15.000 reduziert werden. Gleichzeitig war eine Umstrukturierung der verbleibenden Einheiten geplant, die die Schließung der Rhein-Garnison zur Folge gehabt hätte. Erhalten bleiben sollten vorerst die Garnisonen Hohne, Gütersloh und Paderborn, die teilweise noch vergrößert werden sollten.
Die Garnison Osnabrück wurde bereits 2009 vollständig verlassen. Der Abzug begann am 25. September 2008 mit der Schließung der Quebec Barracks. Am 26. März 2009 wurde mit den Mercer and Imphal Barracks die letzte Kaserne an die Bundesrepublik Deutschland zurückgegeben. Am 31. März 2009 verließ der letzte Standortkommandeur, Colonel Mark Cuthert-Brown, Osnabrück. Seit 1. April 2009 existiert die Garnison Osnabrück, einst größte britische Garnison außerhalb des Vereinigten Königreiches, nicht mehr.
Im Sommer 2010 wurde das Hauptquartier des ARRC (HQ ARRC) von Mönchengladbach nach Innsworth in der Grafschaft Gloucestershire verlegt. Im Oktober 2010 kündigte der britische Premierminister David Cameron im britischen Unterhaus jedoch an, dass die zu diesem Zeitpunkt noch rund 20.000 britischen Soldaten bis 2020 vollständig aus Deutschland abgezogen werden sollen. Ausgangspunkt hierfür war die durch die britische Regierung eingeleitete strategische Verteidigungs- und Sicherheitsüberprüfung (Strategic Defence and Security Review – SDSR).
Eine Reihe von frühzeitigen Einzel-Entscheidungen wurden bereits 2011 veröffentlicht.
Im März 2013 kündigte der britische Verteidigungsminister (MoD) dann an, dass bereits bis Ende 2015 rund 70 Prozent des Armeepersonals (11.000 Soldaten) nach Großbritannien verlegt werden sollen. Die restlichen Soldaten sollten bis 2019 in die Heimat zurückkehren. Die Rhein-Garnison mit dem Militärkomplex Rheindahlen (Mönchengladbach) wurde Ende Dezember 2013 aufgelöst und auch der Standort Celle wurde zu diesem Zeitpunkt aufgegeben. Ebenfalls Ende 2013 wurde der Standort Münster-Gievenbeck mit den Oxford-Barracks aufgegeben.
Zum 1. April 2014 wurden die Garnisonen Gütersloh und Paderborn zur zwischenzeitlich existierenden Westfalen Garrison zusammengelegt. In Nordrhein-Westfalen waren zu diesem Zeitpunkt noch rund 3.000 britische Soldaten an den Standorten Bielefeld, Gütersloh, Paderborn und Mönchengladbach stationiert. Der niedersächsische Standort Hameln wurde im Juli 2014 aufgegeben.
In Niedersachsen wurden die in Bergen-Hohne und Bad Fallingbostel stationierten Einheiten schrittweise nach Großbritannien zurückverlegt, so dass die Kasernen Ende 2015 frei wurden. An diesen Standorten waren rund 5000 britische Soldaten stationiert. Die Javelin-Barracks (vormals RAF Brüggen) im rheinischen Niederkrüchten/Elmpt wurden Ende 2015 aufgegeben. Das Hauptquartier der britischen 1. Panzerdivision und das Fernmelderegiment des Hauptquartiers im westfälischen Herford wurde bis Ende 2015 nach Großbritannien zurückverlegt und die drei Kasernen wurden aufgegeben. In Herford waren bis dahin rund 800 Soldaten stationiert.
Das Depot in Dülmen wurde Ende September 2016 von den Briten geräumt und im Oktober von den US-Streitkräften übernommen. Die in Gütersloh in den Princess Royal Barracks stationierten Einheiten wurden entweder aufgelöst oder schrittweise nach Großbritannien zurückverlegt. Das Gelände der Kaserne auf dem stillgelegten Flughafen Gütersloh wurde im November 2016 an den Bund zurückgegeben. In dieser Kaserne dienten in den Jahren vor der Schließung noch 1300 Soldaten.
Im Jahr 2018 waren noch ca. 3.300 britische Militärangehörige in Ostwestfalen-Lippe in sechs Kasernen in Paderborn, Gütersloh und Bielefeld stationiert, das Gros, 2000, in Paderborn.
Die Mansergh-Barracks in Gütersloh und die darin beheimatete King’s School wurden bis Mitte 2019 genutzt. Hier dienten rund 500 Soldaten. Im Oktober 2019 wurde auch diese Kaserne an die Bundesanstalt für Immobilienaufgaben übergeben. Im Raum Paderborn wurden die Barker- und Dempsey-Barracks im November 2019 zurückgegeben.
Zum Jahreswechsel 2019/2020 hatten alle britischen Kampftruppen Deutschland verlassen. Damit wurden auch noch die Rochdale-Kaserne und als Letztes am 20. Februar 2020 die Catterick-Kaserne in Bielefeld aufgegeben.

### Sonstiges
Die britischen Streitkräfte betrieben in Deutschland unter anderem zwei große Truppenübungsplätze und mehrere Standortübungsplätze, 32 Schulen (z. B. die King’s School in Gütersloh), 50 NAAFI-Einkaufszentren und neun Kinos. Für die Militärangehörigen und deren Familienmitglieder erschien von 1970 bis Ende 2017 die Wochenzeitung Sixth Sense mit Sitz in Bielefeld.
Außerdem gab es für die Soldaten den Fernsehsender SSVC Television. Daneben sendete das BFBS-Radio. Das Programm BFBS Radio 1 Germany wurde über leistungsstarke Sender ausgestrahlt, so dass es in weiten Teilen Niedersachsens auf UKW empfangbar war. In Nordrhein-Westfalen wurden zum 1. August 2010 bzw. zum 27. April 2020 die auch von Einheimischen gern genutzten leistungsstarken Frequenzen 96,5 MHz und 103,0 MHz der Sender Langenberg (seither Deutschlandradio Kultur) und Bielefeld abgegeben. BFBS sendet noch heute in Ostwestfalen auf mehreren lokal empfangbaren Frequenzen.
Der Hauptsitz des BFBS befand sich ab 1945 in Hamburg und später während des Kalten Kriegs ab 1954 in Köln-Marienburg. Nach der Wiedervereinigung zog er 1990 nach Herford und 2009 nach Bergen-Hohne, an den Rand des dortigen Truppenübungsplatzes. Nach einem kurzen Intermezzo 2015/16 in Gütersloh befindet sich das Studio seitdem in Sennelager.

### Ehrung durch die Bundesrepublik Deutschland
Die Truppenfahne des Hauptquartiers der britischen Streitkräfte hat aus Anlass des Abzugs der Truppen und der Auflösung des Hauptquartiers am 14. Mai 2019 das Fahnenband der Bundesrepublik Deutschland erhalten. Fahnenbänder werden in vielen Armeen als besondere Ehrung vergeben und sind in Deutschland die höchste Auszeichnung, mit der eine Regierung einen militärischen Verband ehren kann. Die Zeremonie fand auf dem Vorplatz des Landtages von NRW in Düsseldorf statt.

### British Army seit 2019
Im Februar 2022 wurde bekannt, dass die britischen Streitkräfte eine Rückkehr nach Gütersloh beabsichtigen; man möchte einen Teil des Flughafens sowie die Princess Royal Barracks nutzen. Lokalpolitiker sind über eine erneute militärische Nutzung entsetzt, da man die Gebäude und das Gelände gewerblich nutzen bzw. renaturieren möchte. Begründet wird eine erneute Stationierung und Nutzung der Liegenschaften mit dem NATO-Truppenstatut. Letztendlich wurde dieser Plan verworfen. Die Briten waren seinerzeit nach eigenen Angaben noch an anderen Liegenschaften in Deutschland interessiert, die durch die Bundesanstalt für Immobilienaufgaben verwaltet werden.

## Kommandeure

### General Officer Commanding United Kingdom Support Command (Germany)
- Major-General Scott Grant (1994–1995)
- Major-General Christopher Drewry (1995–1997)
- Major-General Christopher Elliott (1997–2001)
- Major-General John Moore-Bick (2001–2003)
- Major-General David Bill (2003–2006)
- Major-General Mungo Melvin (2006–2009)
- Major-General Nicholas Caplin (2009–2012)

### General Officer Commanding British Forces Germany
- Major-General John Henderson (2012–2015)

### Commander British Forces Germany
- Brigadier Ian Bell (2015–2018)
- Brigadier Richard Clements (2018–2019)

### Commander British Army Germany
- Colonel Tim Hill (2019–2023)
- Colonel Mike Foster-Brown (seit 2023)

## Heutige Präsenz
Nach Aussage des seinerzeitigen Kommandeurs der britischen Streitkräfte in Deutschland, Bell, verbleiben nach dem Abzug noch etwa 750 britische Soldaten in Deutschland, darunter insbesondere Verbindungsoffiziere, Spezialisten auf den NATO-Übungsplätzen, in einem Depot in Mönchengladbach und Flusspioniere in Minden. Im Sommer 2018 wurde bestätigt, dass britische Streitkräfte im Raum Sennelager stationiert bleiben und der Truppenübungsplatz Senne weiter genutzt wird.
Seither gibt es somit in Deutschland noch drei Standorte mit einer gewissen britischen Truppenpräsenz.
- 300 Soldaten bleiben in Paderborn-Sennelager in den Normandy-Barracks stationiert, sie betreiben den Truppenübungsplatz Senne. Auch das Hauptquartier, das Germany Enabling Office, befindet sich hier. Hinzu kommen wechselnde britische Einheiten, die den Truppenübungsplatz für Aus- und Weiterbildungen nutzen. Sie nutzen die benachbarten Athlone-Barracks in denen sich auch ein Fahrzeugdepot befindet, die Land Training Fleet (Sennelager). Die übenden Verbände müssen so kein eigenes Großgerät aus ihren Heimatstandorten mitbringen. Weitere Nutzer des Truppenübungsplatzes sind die Bundeswehr und NATO-Truppen anderer Länder wie Dänemark, der Niederlande oder der USA.
- 30 britische Pioniere des 23 Amphibious Engineer Squadron Royal Engineers, die einem binationalen Bataillon mit Bundeswehrpionieren in der Herzog-von-Braunschweig-Kaserne in Minden unterstellt sind. Die Pioniere in Minden sind die einzigen Pioniere in der NATO, die über Amphibienbrückenfahrzeuge verfügen[22][23].
- Von der Instandsetzungseinheit Stored Equipment Fleet (Germany) wird die Ayrshire Barracks South in Mönchengladbach genutzt.

In Nordrhein-Westfalen wird daneben noch das Bundeswehr-Munitionsdepot Wulfen in Dorsten mitgenutzt und ebenfalls erhalten bleibt das Alpine Training Center im bayerischen Oberstdorf.
Aufgrund der langjährigen Stationierung in Deutschland verblieben zahlreiche ehemalige Militärangehörige in Deutschland und sind zum Teil in der Royal British Legion organisiert. Ein bekannter Nachfahre britischer Militärangehöriger in Deutschland ist der vormalige niedersächsische Ministerpräsident David McAllister (Sohn eines britischen Zivilbeamten).